# Mitsuyo Kakuta
Mitsuyo Kakuta (?, 角田 光代, Kakuta Mitsuyo; Yokohama, 8 marzo 1967) è una scrittrice giapponese.

## Biografia
Mitsuyo Kakuta è nata a Yokohama l'8 marzo 1967. 
Dopo la laurea all'Università di Waseda nel 1989, ha debuttato l'anno successivo con il romanzo Kōfuku na yūgi vincendo la nona edizione del Kaien Prize for New Writers.
Successivamente ha dato alle stampe svariati romanzi e raccolte di racconti e ha ottenuto numerosi riconoscimenti tra cui il Premio Naoki nel 2004 con Taigan no kanojo.
Sposata con lo scrittore Takami Itō, le sue opere sono state spesso adattate per il cinema e la televisione.

## Opere tradotte in italiano
- La cicala dell'ottavo giorno (Yokame no semi, 2007), Vicenza, Neri Pozza, 2014 traduzione di Gianluca Coci ISBN 978-88-545-0796-8.
- La ragazza dell'altra riva (Taigan no kanojo, 2004), Vicenza, Neri Pozza, 2017 traduzione di Gianluca Coci ISBN 978-88-545-0797-5.

## Adattamenti cinematografici
- Kami no tsuki, regia di Daihachi Yoshida (2014)

## Premi e riconoscimenti
- Noma Literary New Face Prize: 1996 vincitrice con Madoromu yoru no UFO
- Premio Naoki: 2004 vincitrice con Taigan no kanojo
- Premio Kawabata: 2006 vincitrice con Rokku haha